# Калитянская поселковая община
Калитянская поселковая территориальная община (укр. Калитянська селищна територіальна громада) — территориальная община в Броварском районе Киевской области Украины. Административный центр — посёлок Калита. Община образована в 2015 году.
Площадь общины — 245,64 км², население — 10 563 человек (2020).

## История
Образована 18 сентября 2015 года путём объединения Калитянского поселкового совета и Заворицкого, Мокрецкого, Семиполковского сельских советов Броварского района Киевской области. 12 июня 2020 в этих пределах община утверждена Кабинетом министров Украины.

## Населённые пункты
В составе общины 1 г. и 5 сел:
| Населённый пункт | Население (2020) |
| ---------------- | ---------------- |
| Калита           | 4753             |
| Семиполки        | 2626             |
| Заворичи         | 1926             |
| Мокрец           | 863              |
| Бервица          | 226              |
| Опанасов         | 169              |